# イェリー・デロスサントス
イェリー・パウリーノ・デロスサントス（Yerry Paulino De Los Santos ,1997年12月12日 - ) は、ドミニカ共和国サマナ出身のプロ野球選手（投手）。右投右打。MLBのニューヨーク・ヤンキース所属。

## 経歴

### プロ入りとパイレーツ時代
2014年にアマチュアFAでピッツバーグ・パイレーツと契約してプロ入り。
2015年にドミニカン・サマーリーグ・パイレーツでプロデビューを果たし、14試合に先発して1勝5敗、防御率4.73を記録した。
2016年はトミー・ジョン手術を受け、全休した。
2022年は、開幕をAAA級のインディアナポリス・インディアンズで迎えた。4月13日のセントポール・セインツ戦でチェイス・デヨングとオースティン・ブライスと共に継投ノーヒットノーランを達成した。5月22日にメジャー契約を結んでアクティブ・ロースター入りし、5月25日のコロラド・ロッキーズ戦でメジャーデビューを果たした。8月12日に右肩広背筋の筋肉の張りのため故障者リスト入りするまで、26試合に登板して0勝3敗3セーブ、防御率4.91を記録した。
2023年は22試合に登板し、1勝1敗、防御率3.33を記録した。オフの11月2日に40人枠から外され、11月6日にFAとなった。

### ヤンキース時代
2023年11月21日にニューヨーク・ヤンキースとマイナー契約を結び、2024年のスプリングトレーニングに招待選手として参加することになった。
2024年はAAA級スクラントン・ウィルクスバリ・レイルライダースで51試合に登板し、2勝2敗4セーブ、防御率4.12を記録したが、メジャー昇格の機会はなかった。
2025年もAAA級スクラントンで開幕を迎えたが、4月27日に2シーズンぶりにアクティブ・ロースター入りした。

## 詳細情報

### 背番号
- 57（2022年 - 2023年）
- 73（2025年 - ）